# Robin R.1180
Die Robin R.1180 Aiglon ist ein viersitziges Reise- und Trainingsflugzeug des französischen Herstellers Avions Robin.

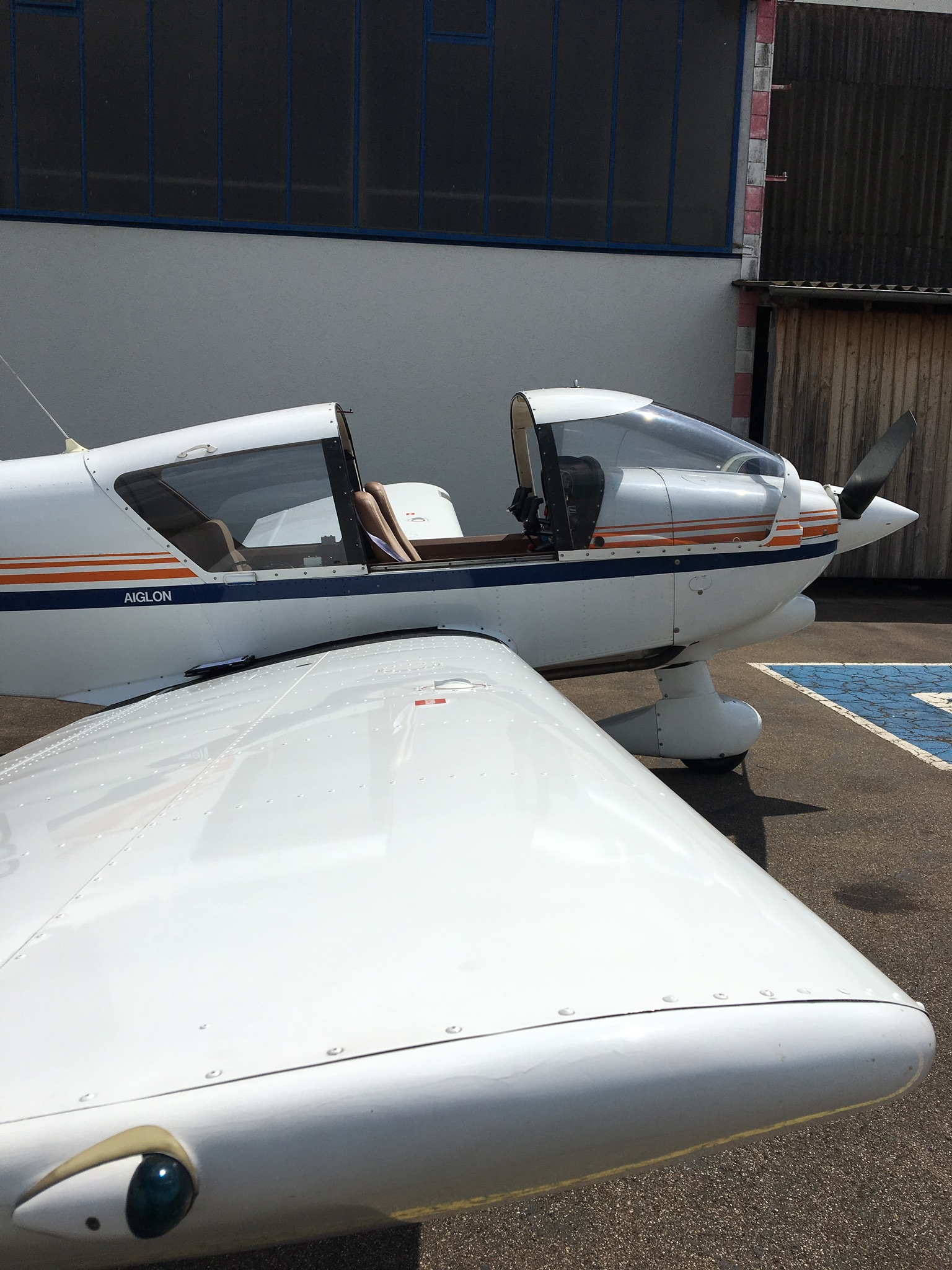
Robin R.1180 TD

## Entwicklung
Die Aiglon (deutsch etwa „junger Adler“) ist ein einmotoriger Ganzmetall-Tiefdecker mit starrem Bug und Hauptfahrwerk. Sie wird von einem Lycoming O-360 angetrieben. Der Entwurf basiert auf der Robin HR.100, ist aber leichter und hat neu entwickelte Steuerflächen. Optisch ähnelt sie anderen Robin-Entwürfen, wie z. B. der DR 400, hat im Gegensatz zu dieser jedoch gerade Tragflächen und unterscheidet sich aufgrund der Metallbauweise konstruktiv stark.
Der Prototyp flog am 25. März 1977 zum ersten Mal, die Serienversion wurde am 19. September 1978 zertifiziert.
Piloten schätzen die Aiglon aufgrund ihrer gutmütigen Flugeigenschaften und ihre – vor allem im Vergleich zu anderen Mustern – große Reichweite, selbst bei voller Beladung.

## Varianten
R.1180 Aiglon
Prototyp, Einzelstück
R.1180T Aiglon
Serienvariante mit längeren seitlichen Kabinenfenstern, 30 gebaut
R.1180TD Aiglon II
A R.1180T mit Festpropeller, neues Instrumentenpanel, verbesserte Kabineneinrichtung und von außen zugängliches Gepäckfach, 36 gebaut

## Technische Daten
| Kenngröße                  | Daten                                                            |
| -------------------------- | ---------------------------------------------------------------- |
| Besatzung                  | 1                                                                |
| Passagiere                 | 3                                                                |
| Länge                      | 7,26 m                                                           |
| Spannweite                 | 9,08 m                                                           |
| Höhe                       | 2,38 m (in Fluglage)                                             |
| Flügelfläche               | 15,10 m²                                                         |
| Flügelstreckung            | 5,46                                                             |
| Leermasse                  | 650 kg                                                           |
| max. Startmasse            | 1150 kg                                                          |
| Reisegeschwindigkeit (vno) | 244 km/h                                                         |
| Höchstgeschwindigkeit      |                                                                  |
| Dienstgipfelhöhe           | 5030 m                                                           |
| Reichweite                 | 1625 km                                                          |
| Triebwerke                 | ein Vierzylinder-Boxermotor Lycoming O-360-A3AD; 180 PS (132 kW) |